# さっぽろ赤レンガカフェ
さっぽろ赤レンガカフェは、北海道札幌市に2004年から2007年まであった観光案内施設。札幌商工会議所が策定した構想による事業のひとつで、軽食をとることが可能なカフェとして機能するほかに、観光客へ向けた札幌市内及び北海道の観光案内や各種イベントなど、地域の魅力を発信する場として機能していた。

## 概要
所在地
北海道札幌市中央区北2条西4丁目 札幌三井ビル別館1階
営業時間
午前9時から午後5時まで。年末年始以外は無休。
札幌商工会議所により、主体を民間とする街づくり事業を行う「TMO構想」が提案され、「札幌TMO」として発足。さっぽろチャレンジオフィス、札幌都心共通駐車券、都心にぎわいづくり事業「札幌中心倶楽」らの事業と同じく、さっぽろ赤レンガカフェ事業としての取り組みが決定され、2004年6月4日に北海道庁旧本庁舎前の札幌三井ビル別館1階へさっぽろ赤レンガカフェを設立した。カフェの開設に際し、多くの企業や団体が協賛して協議会を設立、運営主体を札幌商工会議所札幌TMOとした。
北海道と札幌市の街の魅力を訪れた人々に紹介、またインターネットや各観光資料を無料で閲覧できるなど、カフェと観光案内所の双方の機能を併せ持っていた。市内の観光案内にはおよそ200名が登録している「札幌商工会議所観光ボランティアガイドの会」の会員により、無料ウォーキングガイドツアーが実施されていた。定員は10名で、有料の遊具施設などを利用しなければ無料、人数が多い際には予約が必要な場合もあった。所要時間は2時間程度、ガイドは2・3名が各グループを案内。ガイドは定期的に、商工会議所や各勉強会に参加していた。
建物内で食品を販売するカフェでは、雪印乳業株式会社の「雪印パーラーさっぽろ赤レンガ店」が入居。北海道100周年記念式典の際、訪れた天皇への献上品として、宮内庁より製造を依頼されたアイスクリームも販売されていた。また、主に北海道で造られた商品を販売する、「北のブランドショップ」という名の土産店も入居していた。
施設内で行われるイベントでは、物産展や美術展など各年で特徴の違う内容が企画されていた。設立後まもなくして「北海道遺産展」を実施、その後は栗山町など北海道内の町による物産展が開催されたほか、2005年には「さっぽろツーリズム」を行った。これは、札幌市内に住む人々に向け、新しい札幌の魅力を発見してもらう「再発見」をテーマにして行われた企画。第1回目の2005年1月27日には、札幌駅南口開発株式会社などの企業協力の下、「JR札幌駅と南口商業施設の裏側ツアー」を開催し、札幌駅周辺施設を散策する見学ツアーを行った。その他、同年の「カルチャーナイト」では特別企画として、「キャンドルとお琴の調べ」ライブを開催。箏による演奏会を夜間に行った。
当カフェは入居している札幌三井ビルの建替工事が始まるまでという期限付きの条件で開店した関係で、2007年9月30日その建て替え工事の開始ということで閉店となった。なお、観光案内所の機能は北海道庁旧本庁舎2階に移転し、ボランティアガイドが引き続き活動を行っている。